# 窪之內英策
窪之內英策（日语：／ Kubonouchi Eisaku，1966年11月11日—）是日本的漫畫家，出生於高知縣。1986年以「OKAPPIKI　EIJI」出道，代表作品為單身宿舍連環泡。

## 作品列表
- 單身宿舍連環泡（ツルモク独身寮）
- 天外福星（ワタナベ）
- 流氓蛋糕店（ショコラ）
- 特選幕之內（幕之内－窪之内英策傑作集－）
- 櫻桃戀曲（チェリー）
- 笑誕之星（ピカもん）

## 師傅
- 島本和彦

## 助手
- 秋重學（日语：秋重学）